# Melchior Wathelet
Melchior Wathelet (ur. 6 marca 1949 w Petit-Rechain) – belgijski i waloński polityk, prawnik, nauczyciel akademicki i samorządowiec, parlamentarzysta, wicepremier i minister w rządzie federalnym, w latach 1985–1988 premier Walonii. Ojciec Melchiora Watheleta.

## Życiorys
Ukończył prawo (1972) i ekonomię (1974) na Université de Liège. W 1976 uzyskał magisterium na Uniwersytecie Harvarda. Jako nauczyciel akademicki związany z macierzystą uczelnią, a także m.in. ze szkołą zarządzania ICHEC.
Zaangażował się w działalność polityczną w ramach Partii Społeczno-Chrześcijańskiej, przekształconej później w Centrum Demokratyczno-Humanistyczne. W latach 1977–1995 zasiadał w radzie miejskiej w Verviers, w 1995 pełnił funkcję burmistrza tej miejscowości. Od 1977 do 1995 sprawował równocześnie mandat deputowanego do federalnej Izby Reprezentantów, a od 1980 zasiadał w radzie regionalnej Walonii. W latach 1980–1981 był członkiem władz wykonawczych Regionu Walońskiego i jednocześnie sekretarzem stanu w rządzie federalnym. Następnie do 1985 pełnił funkcję ministra w rządzie Walonii, odpowiadając za nowe technologie, małą i średnią przedsiębiorczość, planowanie przestrzenne i leśnictwo.
W grudniu 1985 został powołany na nowego premiera Walonii, urząd ten sprawował do lutego 1988. Od maja 1988 do września 1995 nieprzerwanie wchodził w skład belgijskich rządów, którymi kierowali kolejno Wilfried Martens i Jean-Luc Dehaene. Przez cały ten okres zajmował stanowisko wicepremiera, ponadto pełnił funkcje ministra sprawiedliwości i klasy średniej (od maja 1988 do marca 1992), ministra sprawiedliwości i spraw gospodarczych (od marca 1992 do czerwca 1995) oraz ministra obrony (od czerwca do września 1995).
W 1992, gdy był ministrem sprawiedliwości, podpisał m.in. opartą na pozytywnej opinii administracji więziennej decyzję o przedterminowym zwolnieniu z zakładu karnego Marka Dutroux. Decyzja ta wzbudziła szeroką krytykę po kilku latach, gdy okazało się, że Marc Dutroux dopuścił się kolejnych zbrodni.
Od 1995 do 2003 był sędzią Trybunału Sprawiedliwości Unii Europejskiej. W 2003 powrócił do pracy naukowej jako profesor Université de Liège i Université catholique de Louvain, a także wykładowca innych uczelni. W 2012 powołany na rzecznika generalnego Trybunału Sprawiedliwości na sześcioletnią kadencję.